# Port of Subs
A Port of Subs, Inc. é uma cadeia americana de lojas de sanduíches submarinos regionais com sede em Reno, Nevada. O franchise Port of Subs tem cerca de 145 locais abertos. A cadeia opera apenas no oeste dos Estados Unidos.

## História
A família Larsen fundou a cadeia com o nome "Sub Shop" em 1972 em Sparks, Nevada. John Larsen adquiriu a empresa em 1975 e mudou o nome para Port of Subs depois de realizar um concurso em toda a comunidade para o seu novo nome. Entre 1975 e 1985, foram criadas mais dez lojas antes de a Port of Subs se tornar um franchising regional. Atualmente, a loja tem mais de 140 locais em todo o oeste dos Estados Unidos. Pode ser encontrada no Nevada, Califórnia, Utah, Arizona, Idaho, Oregon e Washington. O nome "Port of Subs" surgiu de um concurso patrocinado para um novo nome, que recebeu mais de 10.000 inscrições. Port of Subs foi adquirido pela Area 15 Ventures, LLC em 2023, cujo presidente é Dave Liniger, cofundador da RE/MAX.